# Daisy Speranza
Daisy Speranza (21 giugno 1890 – agosto 1983) è stata una tennista francese.

## Biografia
In coppia con la connazionale Jeanne Matthey vinse 4 edizioni consecutive dell'Open di Francia (doppio femminile), dal 1909 al 1912. Nel doppio misto fece coppia con William Laurentz vincendo due edizioni del torneo francese, quella del 1912 e quella del 1913.